# Shinedown
Shinedown – amerykański zespół rockowy z Jacksonville na Florydzie, utworzony w 2001 roku przez Brenta Smitha, Brada Stewarta, Jasina Todda i Barry’ego Kercha. Znani głównie z utworów 45 i Save Me. Na całym świecie sprzedali ponad 6 milionów płyt.
Ich utwór „Her name is Alice” znalazł się na ścieżce dźwiękowej do filmu „Alicja w Krainie Czarów”.

## Dyskografia
Albumy studyjne
| 2003                           | Leave a Whisper - Data: 15 lipca 2003 - Wydawca: Atlantic        | 53 | — | —  | —  | - USA: platyna              |
| 2005                           | Us and Them - Data: 4 października 2005 - Wydawca: Atlantic      | 23 | — | —  | —  | - USA: złoto                |
| 2008                           | The Sound of Madness - Data: 24 czerwca 2008 - Wydawca: Atlantic | 8  | 3 | 19 | 70 | - USA: platyna - CAN: złoto |
| 2012                           | Amaryllis - Data: 27 marca 2012 - Wydawca: Atlantic, Roadrunner  | 4  | 1 | 7  | 43 |                             |
| 2015                           | Threat To Survival - Data: 18 września 2015 - Wydawca: Atlantic  | 6  | 2 | 8  | 38 |                             |
| 2018                           | Attention Attention - Data: 4 maja 2018 - Wydawca: Atlantic      |    |   |    |    |                             |
| "—" pozycja nie była notowana. |                                                                  |    |   |    |    |                             |

Albumy koncertowe
| Rok  | Album                                                                         |
| ---- | ----------------------------------------------------------------------------- |
| 2005 | Live from the Inside - Data: 23 sierpnia 2005 - Wydawca: Atlantic Records     |
| 2011 | Somewhere in the Stratosphere - Data: 3 maja 2011 - Wydawca: Atlantic Records |

Minialbumy
| Rok  | Album                                                            |
| ---- | ---------------------------------------------------------------- |
| 2006 | Shinedown EP - Data: 20 czerwca 2006 - Wydawca: Atlantic Records |

## Teledyski
| Rok  | Tytuł                      | Reżyseria         |
| ---- | -------------------------- | ----------------- |
| 2003 | „45”                       | Glen Bennett      |
| 2004 | „Simple Man”               | Christopher Mills |
| 2005 | „Save Me”                  | Marc Klasfeld     |
| 2006 | „Lady So Divine”           | Shawn Geer        |
| 2008 | „Devour”                   | Darren Doane      |
| 2008 | „Second Chance”            | Ryan Smith        |
| 2009 | „Sound of Madness”         | Darren Doane      |
| 2009 | „If You Only Knew”         | Ryan Smith        |
| 2010 | „What a Shame”             | Cat Solen         |
| 2010 | „The Crow & the Butterfly” | Hannah Lux Davis  |